# Cantonul Lorient-Sud
Cantonul Lorient-Sud este un canton din arondismentul Lorient, departamentul Morbihan, regiunea Bretania, Franța.